# Bosmont-sur-Serre
Bosmont-sur-Serre è un comune francese di 207 abitanti situato nel dipartimento dell'Aisne della regione dell'Alta Francia.

## Società

### Evoluzione demografica
Abitanti censiti